# باشانو
باشانو (بالإيطالية: Basciano)‏ هي بلدية في مقاطعة تيرامو في إقليم أبروتسو الإيطالي.

## السكان
في سنة 1861 بلغ عدد السكان 1٬618 نسمة، وتطور العدد ليصل في سنة 2011 لـ 2٬438 نسمة.
يظهر هذا المخطط البياني تطور النمو السكاني لـ باشانو